# Défense côtière (écologie)
Pour les articles homonymes, voir Défense côtière.
La défense côtière, appelée aussi défense du littoral, est le nom collectif des mesures visant à prévenir les risques côtiers tels que l'érosion du littoral, la submersion marine et la migration dunaire (en). 

## Causes de l'érosion du littoral et de la submersion marine
Les causes de l'érosion du littoral sont nombreuses et variées en raison des interactions possibles entre divers facteurs naturels et anthropiques.  

### Facteurs naturels
- Grandes marées liées aux effets de la proximité de la Lune et dans une moindre mesure de celle du Soleil ;
- Élévation du niveau des océans liée, entre autres au réchauffement climatique ;
- Falaises calcaires, gréseuses, etc. qui avec l'acidification de l’atmosphère sont moins résistantes et peuvent s'écrouler[1].
- Dégradation des dunes côtières et/ou nettoyage excessif des laisses de mer.
- Événements météorologiques extrêmes (tempêtes, ouragans) qui peuvent être exacerbés par le réchauffement climatique.

### Facteurs anthropiques
- Prélèvement de sable en mer et extraction de granulats dans les lits des rivières, liés aux besoins humains relatifs, entre autres, à la construction[2].
- Aménagements littoraux qui peuvent provoquer la subsidence de toute une région.
- Aménagements fluviaux (barrages et réservoirs de toutes tailles) qui réduisent l'apport sédimentaire vers l'aval[3].

## Défenses

Stratégies d’adaptation aux changements climatiques pour diminuer les risques face à l'élévation du niveau marin pour les communautés côtières : ➀ pas de réponse ; ② protection avancée ; ③ ajustement ; ④ avancée ; ⑤ retrait ; ⑥ adaptation basée sur les écosystèmes.

La lutte contre l'érosion côtière et le submersion mobilise l'ingénierie côtière depuis plusieurs siècles. La perspective de l'élévation du niveau de la mer entraînant une érosion quasi généralisée des rivages et une submersion de vastes espaces côtiers (notamment des grandes agglomérations urbaines et des terres basses en culture), conduit cette ingénierie à mettre en place des techniques qui ont des avantages et des inconvénients (difficultés liées à la mise en œuvre, impact paysager, rapport coût/efficacité) selon le système utilisé : l'ingénierie dure (en) concerne principalement la mise en œuvre d'ouvrages de défense (digue, barrière contre les inondations, brise-lames, tétrapode, barrage limitant les crues,…), l'ingénierie douce (en) fait intervenir des processus naturels (adaptation fondée sur les écosystèmes telle que la restauration de dunes, des zones humides, le rechargement des plages…),

### Vidéographie
- Wave tank demonstration showing the impact of coastal defences on flood risk (Démonstration filmée utilisant une petite machine à vagues et comparant l'efficacité de plusieurs types de défenses côtières sur le risque de submersion d'une digue ou jetée), JBA, publié le 21 oct. 2016, You tube